# دنیل بلانکو
دنیل بلانکو (انگلیسی: Daniel Blanco؛ زادهٔ ۳۰ ژوئیهٔ ۱۹۷۸) بازیکن فوتبال اهل آرژانتین است.
از باشگاه‌هایی که در آن بازی کرده‌است می‌توان به باشگاه فوتبال اس‌سی فورتونا کلن، باشگاه فوتبال اتنیکوس اچنا، و باشگاه فوتبال اف۹۱ دودلانژ اشاره کرد.
وی همچنین در تیم‌های ملی فوتبال Argentina national under-17 football team، زیر ۲۰ سال آرژانتین، و زیر ۲۰ سال آرژانتین، بازی کرده‌است.